# Hans Staden

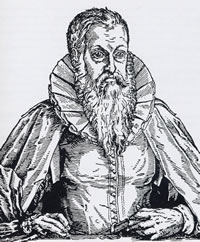
Hans Staden door H.J. Winkelmann, 1664.

Braziliaans feestje zoals beschreven door Hans Staden die van zijn kleding beroofd met baard op de achtergrond staat.

Hans Staden (Homberg, rond 1525  - Wolfhagen of Korbach, rond 1579) was een Hessisch soldaat en zeeman, die in het midden van de zestiende eeuw naar Zuid-Amerika reisde. Op zijn tweede reis werd hij gevangengenomen door de Tupinambá, een indianenstam in Brazilië, die volgens Staden kannibalisme bedreef. Hij schreef een veelgelezen boek waarin hij zijn ervaringen bij de Tupinambá beschreef.